# Ilovlja (fiume)
L'Ilovlja (in russo Иловля?) è un fiume della Russia europea meridionale (oblast' di Saratov e Volgograd), affluente di sinistra del Don.
L'Ilovlja ha origine sulle alture del Volga, vicino al villaggio di Pervomajskoe, non molto distante dalle rive del Volga; scorre in direzione sud-occidentale attraversando la città di Petrov Val e, 22 km a monte della confluenza nel Don, l'insediamento di Ilovlja. Sfocia nel Don a 604 km dalla foce di quest'ultimo nel mar Nero.